# Metalibitia
Genre
Synonymes
- Paralibitia Roewer, 1912
- Libitiola Roewer, 1925
- Labrosa Mello-Leitão, 1939

Metalibitia est un genre d'opilions laniatores de la famille des Cosmetidae.

## Distribution
Les espèces de ce genre se rencontrent en Amérique du Sud.

## Liste des espèces
Selon World Catalogue of Opiliones (26/07/2021) :
- Metalibitia abuna Coronato-Ribeiro & Pinto-da-Rocha, 2017
- Metalibitia adunca (Roewer, 1928)
- Metalibitia argentina (Sørensen, 1884)
- Metalibitia borellii (Roewer, 1925)
- Metalibitia brasiliensis Soares & Soares, 1949
- Metalibitia fuscomaculata Soares, 1970
- Metalibitia paraguayensis (Sørensen, 1884)
- Metalibitia rosascostai Capocasale, 1966
- Metalibitia santaremis (Roewer, 1947)
- Metalibitia tibialis (Roewer, 1925)

## Publication originale
- Roewer, 1912 : « Die Familie der Cosmetiden der Opiliones-Laniatores. » Archiv für Naturgeschichte, vol. 78, no 10, p. 1–122 (texte intégral).